# قائمة جزر الدنمارك

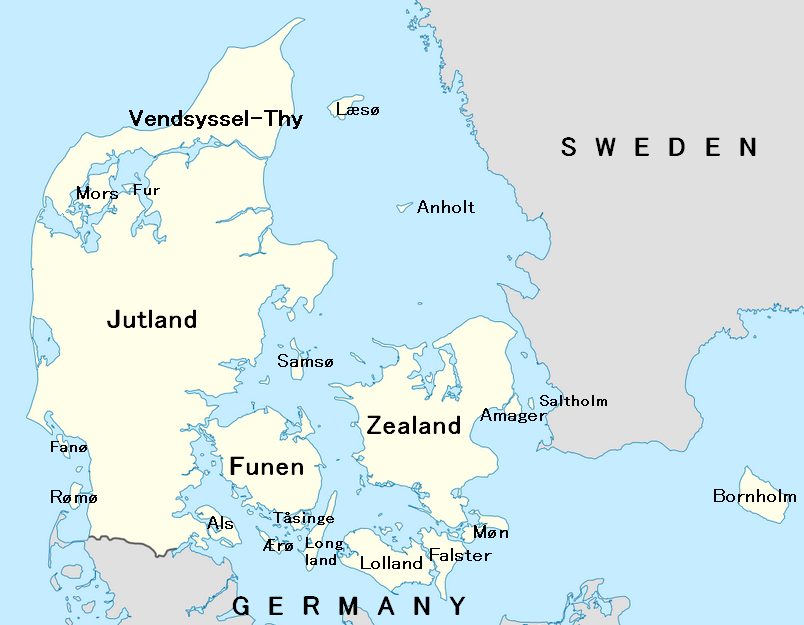
خريطة الدانمارك

الدنمارك هي دولة تقع شمال أوروبا وجنوب منطقة إسكندنافيا وتتكون من مجموعة من الآف الجزر الكبيرة والصغيرة ومن أبرز هذه الجزر هي بورنهولم ولولاند وفالستر وتقع العاصمة الدنماركية كوبنهاجن في جزيرة تفصلها بضعة كيلو مترات عن شبه الجزيرة الدنماركية، وتفوق أراضي الجزر الواقعة خارج شبه الجزيرة الدنماركية مجتمعة الألف كيلو مترات.
يعتبر هذا الأرخبيل موقع استراتيجي مهم يتحكم ببحر البلطيق بالكامل حيث يتحكم بالبحر مع المضائق الدنماركية.

## قائمة أكبر 10 جزر
ستشمل هذه القائمة أكبر عشر جزر من مجموع الجزر الدنماركية مع المساحة بالكيلومتر وهي:
- زيلاند، المساحة 7031 كم²
- جزيرة جوتلانديك الشمالية، المساحة 4685 كم²
- فين، المساحة 2985 كم²
- لولاند، المساحة 1243 كم²
- بورنهولم، المساحة 588 كم²
- فالستر، المساحة 514 كم²
- مورس (جزيرة)، المساحة 368 كم²
- ألس، المساحة 312 كم²
- لانجلاند، المساحة 284 كم²
- مون، المساحة 218 كم²

## قائمة الجزر الأخرى
جزر مأهولة بالسكان
- إرثولمين
- اغولم، هي عبارة عن جزيرة مساحتها 6.5 كم² وعدد سكانها 55 نسمة بحسب الكتاب الأحصائي السنوي 2013.
- كريستيانشافن، يشار على أنها جزيرة.
- جوردساند، جزيرة سابقة أختفت عام 1999 بسبب الفيضانات المتكررة فيها.
- هولمن، تابعة لكريستيانشافن، كوبنهاجن.

## جزر غير مأهولة بالسكان
- ليندهولم، فيها مركز أبحاث طبية.

## التاريخ
سيطر عليه الفايكنغ مع بداية احتلالهم للدنمارك في القرن الحادي عشر واعتبر موقع بحري مهم لهم كما كان مع إمبراطورية الدنمارك، سيطر الألمان على المضيق في العام 1940 وصعبوا قوانين الدخول والخروج لسفن أعدائهم في البلطيق فيه كالإتحاد السوفيتي وبولندا ولكن استعادته الدنمارك في نهاية الحرب العالمية الثانية ومازال لديها لغاية الآن.

## الموقع
يقع الارخبيل بين دولتي الدنمارك والسويد وهو قريب من ألمانيا ويقع شرق العاصمة الدنماركية كوبنهاجن.

## الوضع الحالي
حاليا يوجد العديد من الموانئ وحقول البترول والغاز فيه التابعة للدنمارك وسهلت قوانين الاتحاد الأوروبي عبور السفن الخارجية فيه وخاصة دول البلطيق والاتحاد الأوروبي.